# Заявление 32-х
Заявление тридцати двух (бел. Заява трыццаці двух) — доклад, направленный 1 февраля 1921 года в Центральное Бюро РКБ(б) и КП(б)Б 32 белорусами-коммунистами (Степан Булат, Пётр Ильюченок, Язеп Караневский, Иван Куделько, Михаил Куделько (Михась Чарот), Александр Сташевский и др.)

## Предпосылки
В декабре 1920 года наркомом просвещения был назначен Всеволод Игнатовский, один из главных авторитетов в белорусском вопросе. Руководителем белорусского отдела Наркомпроса ССРБ был Пётр Ильючёнок, который и стал одним из инициаторов «Заявления 32-х». В конце 1920—начале 1921 года по инициативе Ильючёнка проводились собрания-встречи коммунистов-белорусов, на которых обсуждались вопросы национально-культурного строительства республики и перспективы её развития. Ставился вопрос о необходимости перевода работы Наркомпроса на белорусский язык.

## Описание
Доклад был попыткой выработать программу возрождения Белоруссии в условиях перехода от гражданской войны к мирному развитию, учитывая захват Польшей западных территорий, предлагалось собрать белорусские земли в рамках единого производственно-хозяйственного и этнографического организма и передать БССР территории, оставшиеся в составе РСФСР во время гражданской войны. Экономические отношения с Советской Россией предполагалось строить на основе единого хозяйственного плана, с учётом исторических особенностей, ресурсо-сырьевого обеспечения Беларуси.
В докладе содержались критические замечания по поводу политики, которую проводило партийно-советское руководство республики. Для неё характерно, констатировали авторы, «незнакомство с прошлым края, непонимание белорусского движения, полная разлучённость с рабочими массами края». В заявлении предусматривалось решение комплекса проблем развития национальной культуры, просвещения и придания белорусскому языку статуса государственного. «Мы считаем, — писалось в заявлении, — что все приказы, декреты и т. п. должны издаваться на белорусском и русском языках. Необходимо как можно больше обеспечивать белорусское крестьянство и рабочих коммунистической литературой на белорусском языке... Необходимо, чтобы центральное бюро Коммунистической партии Беларуси начало вести агитацию и пропаганду на белорусском языке. Если центральное бюро КП (б) бы не в состоянии провести белорусизацию, то необходимо образовать соответствующий орган»
Кроме «заявления 32-х» в ЦК РКП (б) была направлена почти идентичная по содержанию, но лучше отредактированная «докладная записка» известного общественного деятеля Алеся Бурбиса, датированная 14 января 1921 года. К ней было приложено приложение о создании образцовой Белорусской Советской Республики, где содержалась информация об историческом прошлом, политическом и общественном строении Белоруссии, истории развития советской власти в республике, делались критические замечания в связи с ошибками в проведении национально-государственной политики руководством республики.

## Отклик
Заявление, направленное непосредственно в ЦК РКП (б) Владимиру Ленину и секретарю Николаю Крестинскому, председателю Наркоманаца и Иосифу Сталину вызвало беспокойство среди руководства ЦБ КБ(б)Б, в первую очередь Вильгельма Кнорина.
15 февраля документ обсуждался на заседании Центрального бюро КП(б)Б с участием 23 его составителей, проживавших в Минске. Петр Ильючёнок ещё раз подчеркнул необходимость решения вопроса о самостоятельности Белоруссии, Степан Булат отметил, что «деревня подпадает под влияние белорусских эсеров. Необходимо белорусский язык признать государственным, белорусов-коммунистов послать во все учреждения. Присоединить уезды Гомельской, Витебской и 2 уезды Смоленской губернии». Вильгельм Кнорин, подводя итоги дискуссии, отметил что «постановка (вопроса) не партийная. В партии не было случая, когда группа выделяет исполнительный орган для переговоров. На открытом заседании вопрос не был поставлен, а поставлен помимо ЦБ. Считаю, что прежде всего это провокация некоммунистических рук...» Он подчеркнул, что «вопрос о границах поставлен и обсуждался и нами, и в ЦК РКП(б). Было снято целым рядом политических условий, и коммунисты не имели права поднимать этот вопрос». Многие члены Бюро не согласились с такими оценочными выводами. Тогдашний нарком земледелия Адам Славинский отметил, что «декларация плохо и неправильно поставлена, но ничего контрреволюционного в ней нет». Председатель ЦИК Александр Червяков подчеркнул, что «злого умысла здесь нет, есть только необдуманное отношение». Решение Центрального Бюро было выдержано в корректной формулировке, и не соответствовало резким высказываниям Кнорина. В ней отмечалось, что «Ц. Б., ознакомившись с содержанием декларации группы белорусских коммунистов, признаёт её невыдержанной и необоснованной в коммунистическом духе».
Резолюция не устроила Кнорина. После заседания им был издан приказ от имени Бюро ЦК КП (б)Б председателя ЧК Беларуси Александру Ротенбергу провести на квартирах сбора подписей обыски, а если понадобится, то и сделать аресты. Распоряжение было выполнено в ночь с 15 на 16 февраля 1921 года. Однако дела заводить не стали. По указанию наркома военных и внутренних дел Язепа Адамовича арестованных освободили. Дмитрий Жилунович, тогдашний главный редактор «Советской Беларуси», настоятельно ходатайствовал об освобождении её сотрудников.
В 1930-е годы во время кампании против «нацдемов» заявление 32-х было вменено её автором как «контрреволюционный акт», «национал-демократический катехизис» и большинство авторов репрессировали.

## Значение
После заседания Центрального Бюро КП(б) Белоруссии некоторые время продолжали созываться собрания белорусов-коммунистов, на которых выли выработаны предложения по расширению употребления белорусского языка в школе, обеспечению в республике равных прав четырех языков: белорусского, русского, идиш и польского, проведению культурно-просветительной работы с учётом специфики городского и сельского населения. Предложения, как и основные положения «заявления 32-х», были учтены при принятии в феврале 1921 года ЦИК ряда постановлений, которые фактически предопределяли весь следующий ход политики белорусизация.